# تشيريو (آيتشي)
تشيريو (باليابانية: 知立市) مدينة تقع ضمن محافظة آيتشي في اليابان، تأسست في 12/1/1970، بلغ عدد تعداد سكانها في 1 يناير – 2008 حوالي 68216 مساحتها الإجمالية حوالي 16.34 كم2 لتصبح كثافة سكانها 4175 نسمة لكل كيلو متر مربع.

## أعلام
- سيجي سوزوكي